# Трећа влада Саве Грујића
Трећа влада Саве Грујића је била влада Краљевине Србије од 16. марта 1890. до 11. фебруара 1891. (по старом календару).

## Чланови владе
| Функција                                                  | Слика                 | Име и презиме        | Детаљи                                    |
| --------------------------------------------------------- | --------------------- | -------------------- | ----------------------------------------- |
| Председник министарског савета и министар иностраних дела |                       | Сава Грујић          |                                           |
| Министар унутрашњих дела                                  |                       | Коста Таушановић     | до 1/13.5. 1890.                          |
| Министар унутрашњих дела                                  |                       | Јован Ђаја           | до 16/28.1. 1891.                         |
| Министар унутрашњих дела                                  |                       | Михаило Кр. Ђорђевић | заступник, од 16/28.1. до 21.1/2.2. 1891. |
| Министар унутрашњих дела                                  | Светозар Милосављевић |                      |                                           |
| Министар правде                                           |                       | Михаило Кр. Ђорђевић |                                           |
| Министар финансија                                        |                       | Михаило Вујић        |                                           |
| Министар просвете и црквених дела                         |                       | Михаило Вујић        | заступник, до 1/13.5.1890.                |
| Министар просвете и црквених дела                         | Андра Николић         |                      |                                           |
| Министар војни                                            |                       | Сава Грујић          | заступник                                 |
| Министар грађевина                                        |                       | Миливоје Јосимовић   |                                           |
| Министар народне привреде                                 |                       | Коста Таушановић     | заступник, од 1/13.5.1890. стално         |